# Curva
Curva ist eine Ortschaft im Departamento La Paz im südamerikanischen Anden-Staat Bolivien.

## Lage im Nahraum
Curva ist zentraler Ort des Municipio Curva in der Provinz Bautista Saavedra. Die Ortschaft liegt auf einem Bergsporn in einer Höhe von 3729 m zwischen der Cordillera Muñecas im Süden und der Cordillera Apolobamba im Norden an einem der Zuflüsse des Río Mapiri, der zum Río Beni hin entwässert.

## Geographie
Curva liegt im Osten des bolivianischen Altiplano am Rande der Cordillera Central. Das Klima der Region ist ein typisches Tageszeitenklima, bei dem die mittleren Temperaturschwankungen im Tagesverlauf deutlicher ausfallen als im Ablauf der Jahreszeiten.
Die Jahresdurchschnittstemperatur von Charazani liegt bei 15 °C (siehe Klimadiagramm Charazani) und schwankt nur wenig zwischen gut 12 °C im Juni/Juli und knapp 17 °C im November/Dezember. Der Jahresniederschlag beträgt etwa 750 mm, einer viermonatigen Trockenzeit von Mai bis August mit Monatswerten von unter 25 mm steht ein regenreicher Sommer von Dezember bis März gegenüber, in dem die monatlichen Niederschlagswerte teilweise deutlich über 100 mm liegen.

## Verkehrsnetz
Curva liegt in einer Entfernung von 264 Straßenkilometern nordwestlich von La Paz, der Hauptstadt des gleichnamigen Departamentos.
Von La Paz führt die asphaltierte Nationalstraße Ruta 2 in nordwestlicher Richtung siebzig Kilometer bis Huarina, von dort zweigt die Ruta 16 ab, die als asphaltierte Straße weiter in nordwestlicher Richtung in 97 Kilometern entlang des Titicacasees bis Escoma führt. Von dort führt die Ruta 16 weiter als unbefestigte Piste weiter nach Norden und erreicht nach 87 Kilometern die Provinzhauptstadt Charazani, über die man auf weiteren zehn Kilometern Curva erreicht.

## Bevölkerung
Die Einwohnerzahl der Ortschaft ist in den vergangenen beiden Jahrzehnten auf fast das Vierfache angestiegen:
| Jahr | Einwohner | Quelle       |
| ---- | --------- | ------------ |
| 1992 | 281       | Volkszählung |
| 2001 | 523       | Volkszählung |
| 2012 | 1047      | Volkszählung |
| 2024 |           | Volkszählung |

Die Region weist einen hohen Anteil an Quechua-Bevölkerung auf, im Municipio Curva sprechen 80,4 Prozent der Bevölkerung Quechua.